# شارون الکساندر
شارون الکساندر (انگلیسی: Sharon Alexander؛ زادهٔ) هنرپیشه، و بازیگر سینما اهل کانادا است.
از فیلم‌ها یا برنامه‌های تلویزیونی که وی در آن نقش داشته‌است می‌توان به بیوگرافی بن اشاره کرد.